# Вен (остров)
Вен (швед. Ven, дат. Hven, в старых источниках может называться Хвен) — шведский остров в Балтийском море, расположенный в проливе Эресунн, между Швецией и Данией. Относится к коммуне Ландскруна, лен Сконе, популярен среди туристов. В Ландскруну ходит паром; в летнее время маршрут парома удлиняется для туристов, доходя до Хельсингборга и Копенгагена.

## Название
Происхождение названия острова (XIII в.: Hwæthæn) неизвестно. Предполагается, что оно может быть связано с древнешведским словом «hvadha» — «пена» и означать «омываемый пеной».

## География
Площадь острова — 7,5 км². Вен лежит в 4,5 км от побережья Сконе, между Хельсингборгом и Ландскруной, и в 8,5 км к востоку от датского острова Зеландия. Представляет собой плато, возвышающееся на 45 м на уровнем моря и состоящее из моренных глин, которые обрываются в него абразионными склонами. Характерным для Вена пейзажем являются пахотные поля при отсутствии леса. Население острова составляет 359 человек (2008), которые проживают в четырёх деревнях. Крестьяне выращивают пшеницу и виноград.

## История
В период Средневековья (как минимум с XIII века) остров был королевским владением. Вен сыграл значительную роль в истории астрономии. 23 мая 1576 года специальным указом датского короля Фредерика II остров был передан в пожизненное пользование астроному Тихо Браге (1546—1601). Король также выделил значительные суммы на постройку и оборудование на острове обсерватории. Это было первое в Европе здание, специально построенное для астрономических наблюдений. Тихо Браге назвал обсерваторию Ураниборг; позднее он построил ещё одно сооружение — Стьернеборг. Более 20 лет Браге проводил на острове систематические наблюдения небесных светил, на основе которых Иоганн Кеплер открыл законы движения планет. В связи с работой Браге в честь острова назван астероид (379) Гуенна, открытый в 1894 году. В честь острова Вен также назван астероид (499) Венузия, открытый в 1902 году.
После того как следующий датский король Кристиан IV изгнал Тихо Браге с острова (1597), Ураниборг и все связанные с ним постройки были полностью разрушены (в наше время они частично восстановлены).
После датско-шведской войны 1657—1658 годов Вен по Роскилльскому миру отошёл к Швеции. Он не упоминался напрямую в договоре, поэтому Фредерик III какое-то время продолжал считать его принадлежащим Дании. Однако в мае 1658 года шведские войска заняли стратегически важный остров, и в 1660 году его принадлежность Швеции была подтверждена Копенгагенским миром.
На рубеже XIX и XX веков островная глина использовалась как сырьё для нескольких кирпичных фабрик.

## Галерея

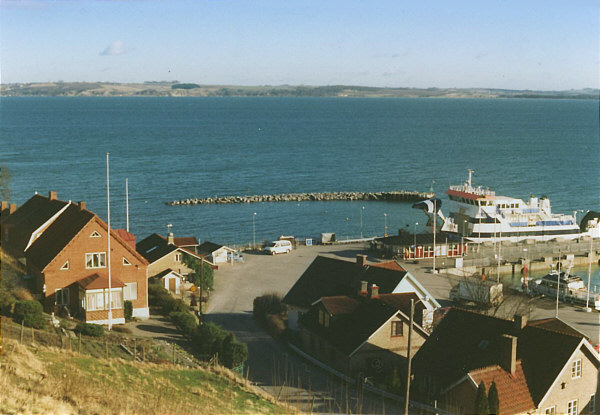
Гавань
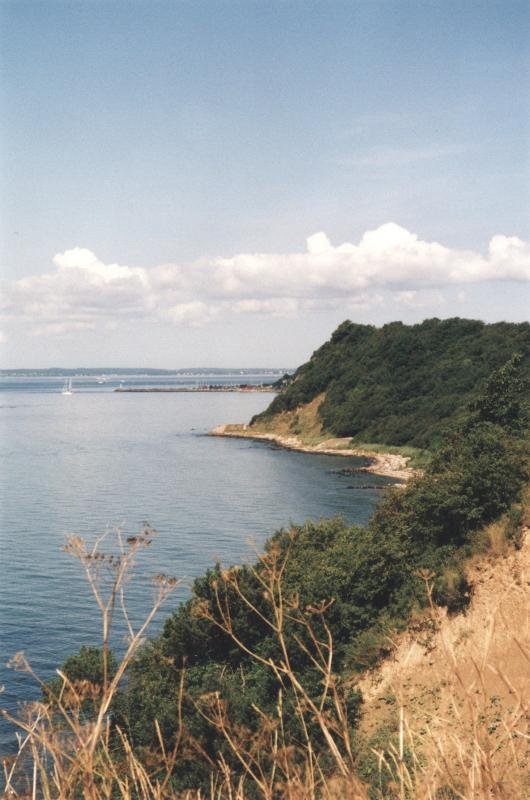
Западное побережье острова
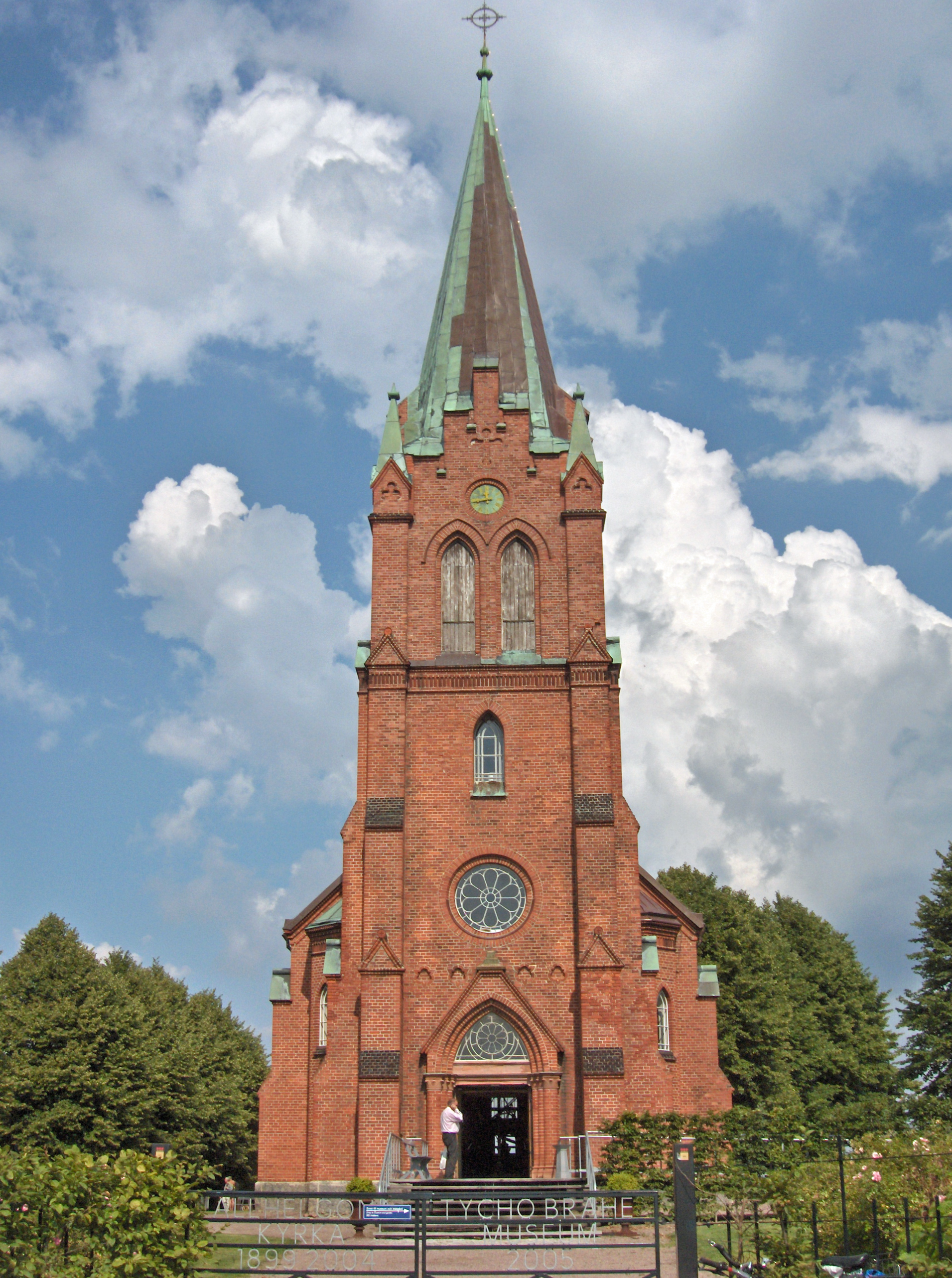
Музей Тихо Браге на острове
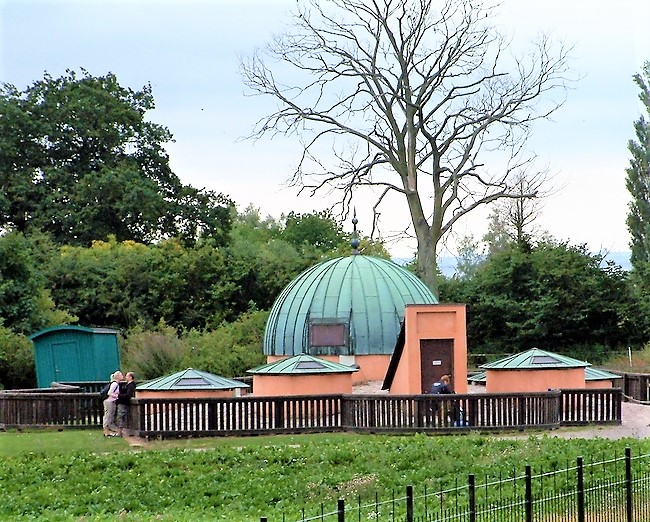
Стьернеборг (современная реконструкция)
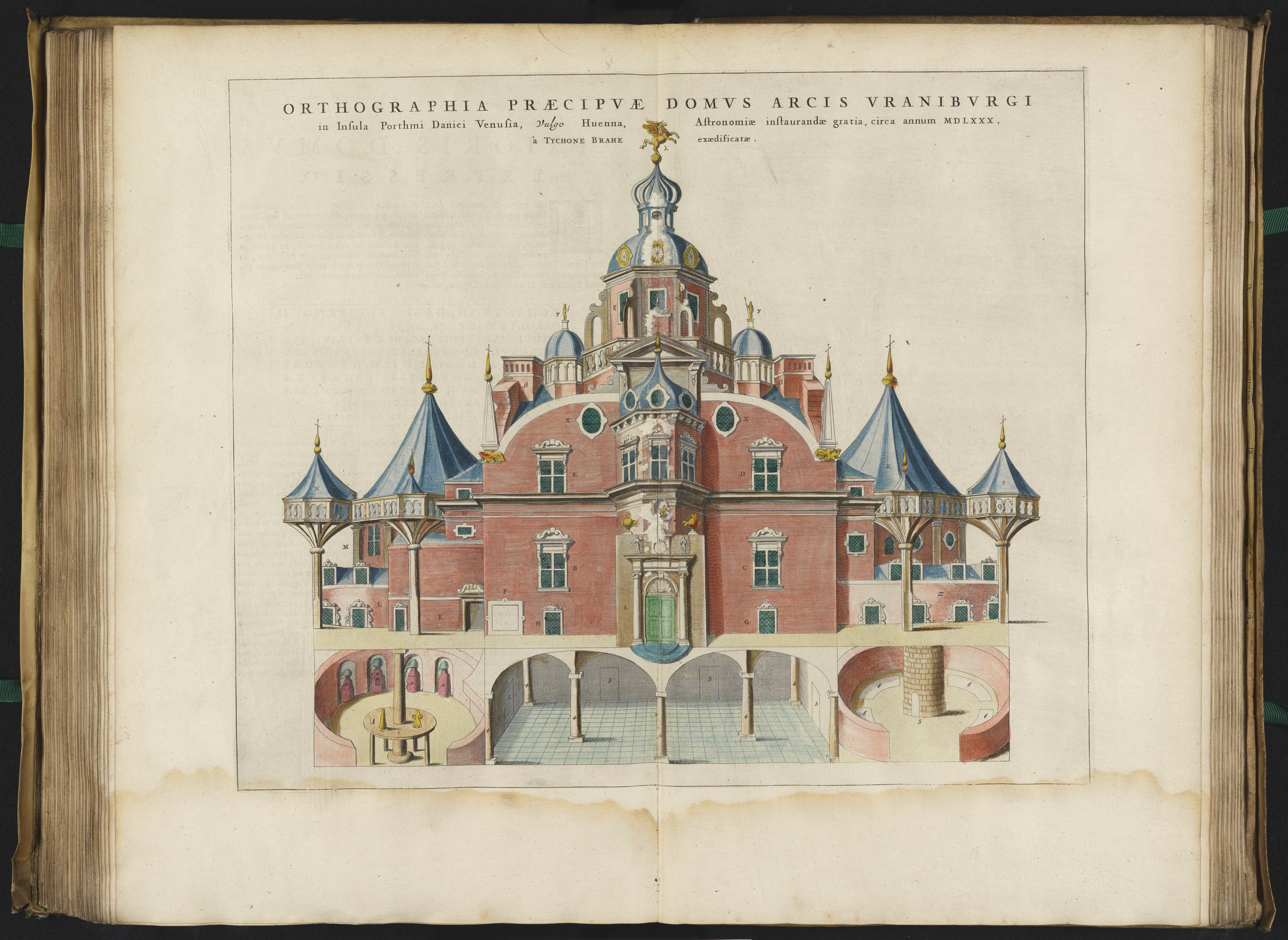
Ураниборг — храм астрономии
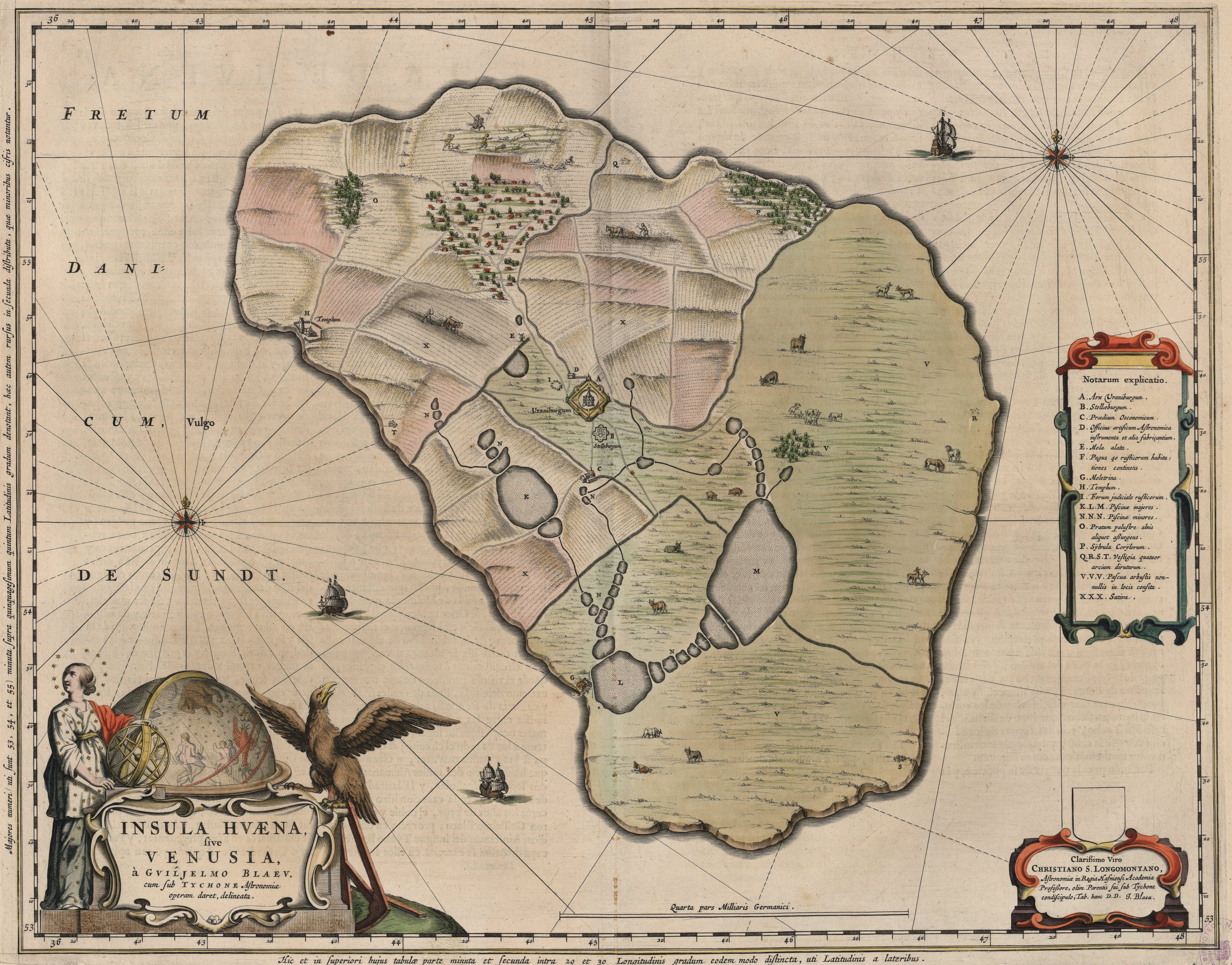
Карта острова, составленная Тихо Браге
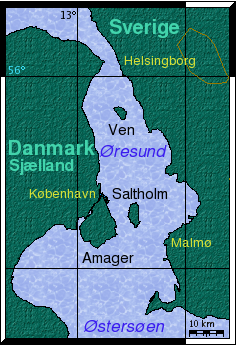
Остров Вен в проливе Эресунн